# Jean de Dieu Kamuhanda
Jean de Dieu Kamuhanda (Gikomero, Ruanda, 3 de març de 1953) és un polític ruandès que va ser condemnat a cadena perpètua pel Tribunal Penal Internacional per a Rwanda (ICTR) pel seu paper en el Genocidi de Rwanda el 1994.
Kamuhanda va néixer a Gikomero, Ruanda. El 25 de maig de 1994, es va convertir en Ministre d'Educació Superior, Investigació Científica i Cultura en el govern interí liderat per Jean Kambanda.
A principis d'abril de 1994, poc després del començament del Genocidi de Rwanda, Kamuhanda va pronunciar un discurs en Gikomero, on assenyalem que l'assassinat de Tutsis a Gikomero encara no havia començat i que estava disposat a proporcionar les armes que serien necessàries per emportar. fora dels assassinats allà. Al final del discurs, va lliurar armes de foc, granades i matxets als assistents, i va dir que seguiria amb els residents de Gikomero per assegurar-se que els assassinats havien començat. El 12 d'abril de 1994, Kamuhanda va ordenar a les milícies interahamwe que la policia comencés l'assassinat dels tutsis que s'havien refugiat a l'escola d'una església protestant a Gikomero.
A finals de juliol, Kamuhanda va fugir a França. A petició del fiscal del TPIR, va ser detingut per funcionaris francesos a Bourges el 26 de novembre de 1999. El 7 de març de 2000 va ser enviat als centres de detenció del TPIR a Arusha, Tanzània.
En la seva opinió, Kamuhanda va ser condemnat per genocidi i extermini com a crim contra la humanitat. Va ser absolt de conspiració per cometre genocidi, violació com a crim de lesa humanitat i crims de guerra i altres actes inhumans com a crim contra la humanitat. Va ser condemnat a cadena perpètua. La seva sentència va ser confirmada per la Sala d'Apel·lacions del TPII el 19 de setembre de 2005 i el 7 de desembre de 2008 va ser traslladat a Mali per complir la seva condemna.